# Limonium boirae
Limonium boirae är en triftväxtart som beskrevs av L.Llorens och Tébar. Limonium boirae ingår i släktet rispar, och familjen triftväxter. Inga underarter finns listade i Catalogue of Life.